# Трансфъгърашко шосе
Трансфъгърашкото шосе (на румънски: Transfăgărăşan, DN7C), пресича Карпатите и съединява историческите области Влахия и Трансилвания през планинската област Фъгърашки планини. Маршрутът на шосето е Питещ-Куртя де Арджеш-Арпашу де Жос.
Най-високата точка на шосето е на 2034 м и това го прави най-високият път в Румъния след DN67C (Transalpina) -2145 метра. Построено е по заповед на Николае Чаушеску в периода 1970 – 1974 г. за военни нужди. Строителството било строено основно от румънските войници и с армейски ресурси. Причината за започването на този мащабен проект е Операция Дунав – нахлуването на войските на Варшавския договор в Чехословакия през 1968 г., след което Чаушеску се опасявал да не му се случи същото. За строежа на Трансфъгърашкото шосе били нужни много материали – само динамитът за взривовете бил над 6000 тона. На строежа загинали и 40 души. В чест на бойците от инженерните части на Румънската армия, участвали в строежа, на два участъка са изградени монументи с паметни плочи - единият на 1200, а другият-на 1600 метра височина.
Днес шосето се смята за едно от най-красивите в света и е забележителност на Румъния. Край него се намират и няколко други румънски забележителности, като например езерото с водопад Бъля и крепостта Пойенари, резиденция на Влад Цепеш, прототип на Дракула. Заради късното топене на снега на високопланинския участък пътят е открит за движение между северните и южните склонове на Карпатите само между 30 юни и 1 ноември, между 6 и 22 часа, с препоръчителна скорост за придвижване от 40 километра в час, макар че и през Юни шосето е преминавано успешно.
През 2009 г. Топ Гиър тестват спортните си автомобили тук и Джереми Кларксън го обявява за перфектно за каране на спортни коли.